# Indicazione geografica protetta (Unione europea)

Il marchio IGP

Il termine indicazione geografica protetta, meglio noto con l'acronimo IGP, indica un marchio d'origine attribuito dall'Unione europea ai prodotti agricoli e alimentari con una determinata qualità, reputazione o ulteriore caratteristica dipendente dall'origine geografica. Almeno una tra le fasi di produzione, trasformazione e/o elaborazione deve avvenire all'interno di un'area geografica determinata.

## Descrizione
Denominazione d'origine e indicazione geografica

1. Ai fini del presente regolamento, si intende per:
a) «denominazione d'origine», il nome di una regione, di un
luogo determinato o, in casi eccezionali, di un paese che
serve a designare un prodotto agricolo o alimentare:
—originario di tale regione, di tale luogo determinato o di
tale paese, la cui qualità o le cui caratteristiche sono dovute essenzialmente o esclusivamente ad un particolare ambiente
geografico, inclusi i fattori naturali e umani, e
—la cui produzione, trasformazione e elaborazione avvengono nella zona geografica delimitata;
b) «indicazione geografica», il nome di una regione, di un luogo
determinato o, in casi eccezionali, di un paese che serve a
designare un prodotto agricolo o alimentare:
—come originario di tale regione, di tale luogo determinato
o di tale paese e
—del quale una determinata qualità, la reputazione o altre
caratteristiche possono essere attribuite a tale origine
geografica e
—la cui produzione e/o trasformazione e/o elaborazione
avvengono nella zona geografica delimitata.»
(Articolo 2, paragrafo 1, lettera b), del regolamento (CE) n. 510/2006)
Per ottenere la IGP quindi, almeno una fase del processo produttivo deve avvenire in una particolare area. Chi produce IGP deve attenersi alle rigide regole produttive stabilite nel disciplinare di produzione, e il rispetto di tali regole è garantito da uno organismo di controllo indipendente.
Si differenzia dalla più prestigiosa denominazione di origine protetta (DOP), quindi, per il suo essere generalmente un'etichetta maggiormente permissiva sulla sola provenienza delle materie prime (che se previsto dai singoli disciplinari possono essere sia di origine nazionale che di origine comunitaria o talvolta anche extra-comunitaria), in quanto tutela le ricette e alcuni processi produttivi caratterizzanti tipici del luogo ma non per forza l'origine del prodotto nel suo intero complesso, se non quello della produzione finale. Ciò viene a volte concesso principalmente perché una produzione di materie prime a livello locale o nazionale destinata a tale scopo potrebbe non essere sufficiente per soddisfare la richiesta del prodotto a livello globale, o perché alcuni ingredienti di origine estera vengono considerati più idonei per loro specifiche caratteristiche organolettiche che hanno un ruolo determinante nella riuscita finale del prodotto.

### Particolarità IGP
Presso i media e il web, spesso si esprime sorpresa o condanna quando si viene a sapere che taluni prodotti IGP (esempio tipico la Bresaola della Valtellina) possano essere legittimamente prodotti con materia prima non proveniente nella zona di origine. La ragione è semplice: un prodotto IGP, a dfferenza di uno DOP, deve soddisfare solo uno dei tre fattori produttivi, secondo le norme UE sulle denominazioni. Questo vale per qualsiasi IGP, a meno che il disciplinare sia più restrttivo

### Definizione nei vari Paesi
| Stato       | Sigla             | Definizione                                                                   |
| Austria     | g.g.A.            | geschützte geographische Angabe                                               |
| Belgio      | (FR) IGP (NL) BGA | (FR) Indication géographique protégée (NL) Beschermde Geografische Aanduiding |
| Croazia     | ZOZP              | Zaštićena oznaka zemljopisnog podrijetla                                      |
| Danimarca   | BGB               | Beskyttet geografisk betegnelse                                               |
| Finlandia   | SMM               | Suojattu maantieteellinen merkintä                                            |
| Francia     | IGP               | Indication géographique protégée                                              |
| Germania    | g.g.A.            | geschützte geographische Angabe                                               |
| Grecia      | ΠΓΕ               | Προστατευομενη Γεωγραϕικη Ενδειξη                                             |
| Irlanda     | PGI               | Protected geographical indication                                             |
| Italia      | IGP               | Indicazione geografica protetta                                               |
| Lussemburgo | IGP               | Indication géographique protégée                                              |
| Paesi Bassi | BGA               | Beschermde Geografische Aanduiding                                            |
| Polonia     | ChOG              | Chronione Oznaczenie Geograficzne                                             |
| Portogallo  | IGP               | Indicação geográfica protegida                                                |
| Romania     | IGP               | Indicație geografică protejată                                                |
| Spagna      | IGP               | Indicación geográfica protegida                                               |
| Svezia      | SGB               | Skyddad geografisk beteckning                                                 |
| Slovenia    | ZGO               | Zaščitena geografska označba                                                  |

## Settori
I prodotti DOP e IGP vengono suddivisi nei seguenti settori:
- vini
- aceti (diversi dagli aceti di vino)
- carni
- formaggi
- oli di oliva
- oli essenziali
- ortofrutticoli e cereali
- Panforte
- pesci, molluschi, crostacei freschi
- preparazioni di carni
- prodotti di panetteria
- altri prodotti (spezie ecc.)
- altri prodotti di origine animale (uova, miele, prodotti lattiero-caseari, ad eccezione del burro, ecc.)